# Vox humana
Vox humana е вид езичкова тръба с къс резонатор при органите. Името си (в превод от латински: човешки глас) носи поради приликата си с човешкия тембър. Когато звучи, ухото долавя звук, подобен на изговаряните от хората гласни звуци „Е“ или „О“. Почти винаги се използва заедно с включен тремулант, за да се постигне вибрато. Основната идея на този регистър е да създаде усещането са пеещ хор или няколко солисти – ефект, постигането на който зависи много от акустиката на пространството, в което е разположен органът. Почти винаги е 8' регистър.
Vox humana е един от най-старите езичкови регистри. Най-често срещан е при френските органи от 17-и и 18 век, където се използва солово. Регистърът се строи, макар и не толкова често, и в германските и нидерландските органи от същия период.
Освен в големите тръбни органи, vox humana може да бъде чут в почти всички хармониуми.